# Цетуксимаб
Цетуксимаб (Cetuximab) — противораковое лекарственное средство. Препарат производится в США фармацевтическими компаниями Bristol Myers Squibb и Eli Lilly and Company, в Европе фармацевтической компанией Merck KGaA.
При лечении плоскоклеточного рака головы и шеи (ПРГШ) Цетуксимаб был одобрен FDA в марте 2006 г. для использования в комбинации с лучевой терапией или в качестве монотерапии у пациентов, к которым ранее применялась терапия на основе платины.
Два статистических исследования выявили преимущества применения препарата Цетуксимаб у пациентов с ПРГШ как при местно-распространенной (исследование Боннер), так и рецидивирующей и/или метастатической (исследование EXTREME) формах.
В клиническом исследовании 3 фазы EXTREME была продемонстрирована почти 3 месячная прибавка к общей выживаемости при добавлении препарата Цетуксимаб к стандартной химиотерапии, в сравнении со стандартным лечением. Добавление Цетуксимаба продлило медиану выживаемости без прогрессирования от 3,3 до 5,6 месяцев и увеличило медиану общей выживаемости с 7,4 до 10,1 месяцев.
В ноябре 2008 года, по результатам исследования EXTREME, Европейская комиссия одобрила применение препарата Эрбитукс для лечения первой линии рецидивного и/или метастатического плоскоклеточного рака головы и шеи (ПРГШ).
В июле 2009 года FDA одобрила применение препарата Цетуксимаб для лечения колоректального рака (КРР) без мутации в гене KRAS (KRAS wt). Это был первый генетический тест для определения оптимального терапевтического режима при лечении рака. В июле 2012 года FDA одобрила проведение нынешнего сопутствующего ПЦР — диагностического теста для KRAS, испытания TheraScreen KRAS. В настоящий момент доказано, что наибольшую эффективность цетуксимаб имеет у пациентов, не имеющих мутаций в генах KRAS, NRAS и BRAF, а также при левосторонней локализации первичной опухоли.

## Фармакодинамика

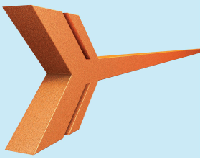
Химерное моноклональное антитело IgG1

Цетуксимаб (Cetuximab) представляет собой химерное моноклональное антитело IgG1, направленное против рецептора эпидермального фактора роста (РЭФР).
Сигнальные пути РЭФР вовлечены в контроль выживания клетки, в развитие клеточного цикла, ангиогенез, миграцию клеток и клеточную инвазию/процесс метастазирования
Цетуксимаб связывается с РЭФР с афинностью, которая примерно в 5-10 раз превышает таковую, характерную для эндогенных агонистов. Цетуксимаб блокирует связывание эндогенных агонистов РЭФР, что приводит к ингибированию функций рецепторов. Далее он индуцирует интернализацию РЭФР, что может приводить к отрицательной регуляции рецептора. Цетуксимаб также сенсибилизирует цитотоксические иммунные эффекторные клетки в отношении экспрессирующих РЭФР опухолевых клеток. В исследованиях in vitro и in vivo Цетуксимаб ингибирует пролиферацию и индуцирует апоптоз опухолевых клеток человека, экспрессирующих РЭФР. In vitro Цетуксимаб ингибирует продукцию ангиогенных факторов в опухолевых клетках и блокирует миграцию эндотелиальных клеток. In vivo Цетуксимаб ингибирует продукцию ангиогенных факторов в опухолевых клетках и снижает активность ангиогенеза и метастазирования опухолей. Цетуксимаб не связывается с другими рецепторами, принадлежащими к семейству HER.
Протоонкоген KRAS (гомолог вирусного онкогена саркомы крыс 2 Кирстен) является нисходящим центральным преобразователем сигнала для РЭФР. В опухолях активация KRAS РЭФР приводит к усилению пролиферации, продукции про-ангиогенных факторов.
KRAS один из наиболее часто встречающихся активированных онкогенов при раке. Мутации KRAS гена происходят в активном участке (кодоне 12 и 13) в результате активации KRAS протеина независимо от РЭФР сигнала.
При метастатическом колоректальном раке KRAS мутация встречается в 30-50 % случаев.
Появление анти-химерных антител у человека (АХАЧ) является результатом воздействия класса химерных антител. Современные данные по выработке АХАЧ ограничены. В целом, измеряемые титры АХАЧ выявляются у 3,4 % изученных больных с частотами от 0 % до 9,6 % в исследованиях с подобными показаниями. Появление АХАЧ не коррелированно с развитием реакций гиперчувствительности или любыми другими нежелательными эффектами препарата Цетуксимаб.

## Фармакокинетика
Внутривенные инфузии препарата Цетуксимаб продемонстрировали дозозависимую фармакокинетику при еженедельном введении препарата в дозах от 5 до 500 мг/м2 площади поверхности тела.
При назначении препарата Цетуксимаб в исходной дозе 400 мг/м2 площади поверхности тела средний объём распределения был примерно эквивалентным области сосудов, кровоснабжающих пораженный участок (2,9 л/м2 в диапазоне от 1,5 до 6,2 л/м2). Средние значения Сmax находились в интервале 185±55 мкг/мл. Средний клиренс соответствовал 0,022 л/ч/м2 площади поверхности тела. Цетуксимаб имеет продолжительный период полувыведения с варьированием значений в диапазоне от 70 до 100 часов в указанной дозе.
Сывороточные концентрации препарата Цетуксимаб достигали стабильных значений через три недели применения препарата Цетуксимаб в режиме монотерапии. Среднее значение максимальной концентрации препарата Цетуксимаб составляло 155,8 мкг/мл через 3 недели и 151,6 мкг/мл через 8 недель, в то же время соответствующее среднее значение сниженных концентраций составляло 41,3 и 55,4 мкг/мл соответственно. В исследовании по комбинированному назначению препарата Цетуксимаб с иринотеканом среднее значение снижения концентраций соответствовало 50,0 мкг/мл через 12 недель и 49,4 мкг/мл через 36 недель.
Описаны несколько путей, которые могут вносить свой вклад в метаболизм антител. Все эти пути включают биодеградацию антител до более мелких молекул, то есть малых пептидов или аминокислот.

## Фармакокинетика в специальных популяциях
Фармакокинетические характеристики препарата Цетуксимаб не зависят от расы, пола, возраста, функции почек и печени.

## Показания к применению
- Метастатический колоректальный рак c экспрессией РЭФР и с диким типом KRAS в комбинации со стандартной химиотерапией
- Монотерапия метастатического колоректального рака в случае неэффективности предшествующей химиотерапии с включением иринотекана или оксалиплатина, а также при непереносимости иринотекана
- Местно-распространенный плоскоклеточный рак головы и шеи в комбинации с лучевой терапией
- Рецидивирующий или метастатический плоскоклеточный рак головы и шеи в комбинации с химиотерапией на основе препаратов платины
- Монотерапия рецидивирующего или метастатического плоскоклеточного рака головы и шеи при неэффективности предшествующей химиотерапии на основе препаратов платины

## Противопоказания
- Выраженная (3 или 4 степени) гиперчувствительность к Цетуксимабу
- Беременность
- Период кормления грудью
- Детский возраст (эффективность и безопасность применения не установлены)

## С осторожностью
При нарушениях функций печени и/или почек (данных по применению препарата Цетуксимаб при показателях билирубина, превышающих верхнюю границу нормы (ВГН) более чем в 1,5 раза, трансаминаз более чем в 5 раз и сывороточного креатинина более чем в 1,5 превышающих ВГН, в настоящее время нет), угнетении костно-мозгового кроветворения, сердечно-легочных заболеваниях в анамнезе, пожилом возрасте.
Рекомендован контроль электролитов сыворотки крови и коррекция электролитных нарушений до начала терапии препаратом Цетуксимаб и периодически в процессе лечения из-за возможного развития обратимой гипокальциемии (вследствие диареи), гипомагниемии, гипокалиемии.

## Способ применения и дозы
Цетуксимаб вводится в виде внутривенной инфузии со скоростью не более чем 10 мг/мин. Перед инфузией необходимо проведение премедикации антигистаминными препаратами и преднизолоном. При всех показаниях препарат вводится один раз в неделю в начальной дозе 400 мг/м2 поверхности тела (первая инфузия) в виде 120-минутной инфузии и далее в дозе 250 мг/м2 поверхности тела в виде 60 минутной инфузии.
Колоректальный рак

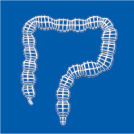

У пациентов с метастатическим колоректальным раком Цетуксимаб используется в комбинации с химиотерапией или в виде монотерапии. Рекомендовано, чтобы определение мутационного статуса KRAS проводилось имеющей опыт лабораторией, используя валидационные тест-методы. При комбинированной терапии следует придерживаться рекомендаций по модификации доз, изложенных в информации о данном лекарственном препарате.
Химиотерапевтический препарат вводится не ранее чем через 1 час после окончания инфузии препарата Цетуксимаб. Терапию препаратом Цетуксимаб рекомендуется продолжать до появления признаков прогрессирования заболевания.
Плоскоклеточный рак головы и шеи

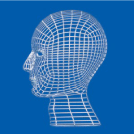

При применении препарата Цетуксимаб в сочетании с лучевой терапией лечение препаратом Цетуксимаб рекомендуется начинать за 7 дней до начала лучевого лечения и продолжать еженедельные введения препарата до окончания лучевой терапии.
У пациентов с рецидивирующим и/или метастатическим плоскоклеточным раком головы и шеи в комбинации с химиотерапией на основе препаратов платины Цетуксимаб используется как поддерживающая терапия до появления признаков прогрессирования заболевания. Химиотерапия назначается не ранее чем через час после окончания инфузии препарата Цетуксимаб.
У пациентов при рецидивирующем и/или метастатическом плоскоклеточном раке головы и шеи, у которых химиотерапия не дала результатов, Цетуксимаб также используется в качестве монотерапии, с дальнейшим продолжением лечения до появления признаков прогрессирования заболевания.
Рекомендации по корректировке дозового режима
При развитии кожных реакций 3 степени токсичности согласно классификации National Cancer Institute (NCI-CTC) применение препарата Цетуксимаб необходимо прервать. Возобновление терапии допускается только в случае разрешения реакции до 2 степени.
Если тяжелые кожные реакции возникают впервые, лечение можно возобновить без изменения уровня дозы.
При вторичном или третичном развитии тяжелых кожных реакций применение препарата Цетуксимаб снова необходимо прервать. Терапию можно возобновить на более низком дозовом уровне (200 мг/м2 поверхности тела после второго возникновения реакции и 150 мг/м2 — после третьего), если реакция разрешилась до 2 степени.
Если тяжелые кожные реакции развиваются в четвёртый раз или не разрешаются до 2 степени выраженности во время отмены препарата, терапию препаратом Цетуксимаб следует прекратить.

## Рекомендации по использованию препарата Цетуксимаб (Cetuximab)
Цетуксимаб вводится внутривенно с использованием инфузионного насоса, гравитационной капельной системы или шприцевого насоса.
Для вливания необходимо использовать отдельную инфузионную систему. В конце инфузии систему следует промыть стерильным 0,9 % раствором натрия хлорида.
Цетуксимаб совместим с:
- полиэтиленовыми, этилвинилацетатными или поливинилхлоридными мешками для инфузионных растворов,
- полиэтиленовыми, этилвинилацетатными, поливинилхлоридными, полиолефиновыми или полиуретановыми инфузионными системами,
- полипропиленовыми шприцами для шприцевого насоса.

Цетуксимаб нельзя смешивать с другими лекарственными средствами.
Введение в системе с инфузионным насосом или гравитационной капельницей. Перед введением необходимое количество препарата с помощью стерильного шприца (минимальный объём 50 мл) переносится из флаконов в стерильный контейнер или мешок для инфузионных растворов. Используя гравитационную капельницу или инфузионный насос, установить скорость введения в соответствии с рекомендациями.
Введение в системе со шприцевым насосом. Перед введением необходимое количество препарата из флакона набирается в стерильный шприц. Шприц с раствором препарата устанавливается в шприцевой насос, затем инфузионная система подсоединяется к шприцу. Установить скорость введения в соответствии с указаниями и начать инфузию. Повторить процедуру до полного вливания рассчитанного объёма препарата.
Раствор препарата Цетуксимаб не содержит антибактериальных консервантов или бактериостатических компонентов, в связи с чем при обращении с ним следует строго соблюдать правила асептики. Препарат рекомендуется использовать как можно быстрее после вскрытия флакона.
Если препарат не был использован сразу, время и условия хранения готового к применению препарата перед использованием зависят от пользователя и, в норме, не должны превышать 24 часа при температуре +2…+8°С.
При употреблении препарат сохраняет свои химические и биохимические свойства в течение 48 часов при +25°С.

## Побочное действие
Основные побочные действия препарата Цетуксимаб — кожные реакции, отмечаемые у 80 % пациентов, гипомагниемия — у 10 % пациентов, инфузионные реакции с умеренной выраженностью симптомов — более чем в 10 % случаев, инфузионные реакции с выраженными симптомами — примерно 1 % случаев.
Перечисленные ниже нежелательные явления, отмеченные при применении препарата Цетуксимаб, распределены по частоте возникновения в соответствии со следующей градацией: очень часто (≥1/10), часто (от ≥1/100 до <1/10) нечасто (от ≥1/1000 до <1/100) редко (от ≥1/10000 до <1/1000) крайне редко (<1/10000).
- Со стороны нервной системы: часто — головная боль.
- Со стороны органов зрения: часто — конъюнктивиты, нечасто — блефариты, кератиты.
- Со стороны дыхательной системы: нечасто — легочная эмболия.
- Со стороны пищеварительной системы: часто — диарея, тошнота, рвота.
- Со стороны кожи и подкожных структур: очень часто — кожные реакции (акне-подобная сыпь и/или кожный зуд, сухость кожи, шелушение, гипертрихоз, нарушение ногтей (например, паронихия). В 15 % кожные реакции носят выраженный характер, в единичных случаях развивается некроз кожи. Большинство кожных реакций развиваются в первые 3 недели лечения и обычно проходят без последствий после прерывания лечения, при соблюдении рекомендаций по корректировке дозового режима); суперинфекции кожных повреждений с неустановленной частотой (нарушение целостности кожного покрова в отдельных случаях могут привести к развитию суперинфекций, которые могут привести к развитию воспаления подкожной жировой клетчатки, рожистому воспалению или к потенциально смертельно-опасным осложнениям, таким как стафилококковый эпидермальный некролиз — синдром Лайелла, или сепсису).

Со стороны метаболизма и питания: очень часто — гипомагниемия, часто — дегидратация, гипокальциемия, анорексия со снижением веса.
Со стороны сосудистой системы: нечасто — тромбоз глубоких вен.
Общие нарушения и условия изменения назначения: очень часто — легкие или средней тяжести инфузионные реакции (слабо или умеренно выраженные лихорадка, озноб, головокружение, одышка); мукозиты, которые могут привести к носовому кровотечению; часто — выраженные инфузионные реакции (обычно развиваются в течение первого часа первой инфузии или через несколько часов после первой или последующих инфузий, основной механизм развития этих реакций не установлен, возможно, некоторые из них могут носить анафилактоидную/анафилактическую природу, включающие в себя бронхоспазм, крапивницу, снижение или повышение артериального давления, потерю сознания или шок), в редких случаях — стенокардия, инфаркт миокарда или остановка сердца, апатия.
Со стороны гепато-билиарной системы: очень часто повышение уровня АСТ, АЛТ, щелочной фосфатазы.

## Передозировка
Случаи передозировки не описаны. В настоящее время ограничен опыт применения разовых доз, которые бы превышали 400 мг/м2 площади поверхности тела, или последующего еженедельного применения доз выше, чем 250 мг/м2 площади поверхности тела.

## Взаимодействие с другими лекарственными препаратами и другие формы взаимодействия
Применение препарата Цетуксимаб в комбинации с инфузией фторурацила по сравнению с применением только фторурацила может вызвать повышение частоты возникновения коронарной ишемии и тромбоза вплоть до инфаркта миокарда, а также ладонно-подошвенного синдрома.
При совместном назначении препарата Цетуксимаб и иринотекана изменений фармакокинетических параметров обоих препаратов не наблюдалось.
Других исследований по взаимодействию препарата Цетуксимаб у человека не проводилось.
Из-за отсутствия данных исследований по совместимости смешивать Цетуксимаб с другими лекарственными препаратами запрещается.
Применение препарата Цетуксимаб в комбинации с химиотерапией на основе платины в сравнении с применением только препаратов платины увеличивает частоту выраженной нейтропении, которая может сопровождаться такими сопутствующими инфекционными осложнениями, как фебрильная нейтропения, пневмония или сепсис.

## Особые указания
Терапию препаратом Цетуксимаб следует проводить под наблюдением врача, имеющего опыт использования противоопухолевых лекарственных препаратов.
При введении препарата Цетуксимаб инфузионные реакции обычно развиваются на фоне первой инфузии или в течение 1 часа после окончания введения препарата, однако они могут возникнуть и через несколько часов, а также при повторных введениях. Пациент должен быть предупрежден о возможности таких отсроченных реакциях и проинструктирован о необходимости обратиться к врачу сразу же после их возникновения.
Если у больного выявляется реакция, связанная с инфузией в легкой или умеренной форме, следует уменьшить скорость инфузии. При последующих вливаниях также следует вводить препарат с уменьшенной скоростью.
Развитие выраженных симптомов инфузионной реакции требует немедленного и окончательного прекращения лечения препаратом Цетуксимаб и может повлечь за собой необходимость оказания неотложной медицинской помощи.
Особое внимание следует уделять пациентам с заболеваниями сердца и легких в анамнезе.
Описаны отдельные случаи интерстициальных легочных нарушений, для которых не было выявлено причинной взаимосвязи с применением препарата Цетуксимаб. В случае развития интерстициальных нарушений легких на фоне терапии препаратом Цетуксимаб лечение препаратом следует прекратить и назначить соответствующую терапию.
Грудное вскармливание на фоне терапии препаратом Цетуксимаб и в течение 2 месяцев после приема последней дозы препарата противопоказано.
При возникновении кожных реакций 3-4 степени доза и режим введения препарата Цетуксимаб должны быть скорректированы в соответствии с приведенными выше рекомендациями.
При использовании препарата Цетуксимаб в комбинации с химиотерапией следует внимательно ознакомиться с инструкцией по медицинскому применению химиотерапевтического препарата.
К настоящему времени накоплен опыт применения препарата только у больных с адекватным уровнем функционирования почек и печени (уровни креатинина сыворотки и билирубина не превышали верхнюю границу нормы более чем в 1,5 раза, а уровень трансаминаз — более чем в 5 раз).
Применение Цетуксимаба не было изучено также у больных с угнетением костно-мозгового кроветворения, то есть при уровне гемоглобина <9 г/дл, содержании лейкоцитов <3 000/мкл, абсолютном числе нейтрофилов <1500/мкл и числе тромбоцитов <100000/мкл.
Безопасность и эффективность препарата Цетуксимаб у детей не изучена.
Во время лечения препаратом Цетуксимаб, а также на протяжении как минимум 2 месяцев после необходимо использовать надежные методы контрацепции.
При применении препарата Цетуксимаб в комбинации с химиотерапией на основе платины частота и выраженность гипокальциемии может усиливаться.
Пациенты, получающие Цетуксимаб в комбинации с химиотерапией на основе платины, имеют большой риск выраженной нейтропении, которая может сопровождаться такими сопутствующими инфекционными осложнениями, как фебрильная нейтропения, пневмония или сепсис. Тщательный мониторинг рекомендован у таких пациентов, в особенности тех, которые имели опыт кожных повреждений, мукозита, диареи, которые могут способствовать возникновению инфекций.
Исследований по влиянию препарата на способность к вождению и управлению техникой не проводилось. Если больной отмечает связанные с лечением симптомы, влияющие на его способность к концентрации и быстроту реакции, рекомендуется отказаться от управления автомобилем и выполнения потенциально опасных видов деятельности, требующих повышенной концентрации внимания и быстроты психомоторных реакций.